# Stenomacrus cephalotes
Stenomacrus cephalotes là một loài tò vò trong họ Ichneumonidae.